# Alan Bowman
Pour les articles homonymes, voir Bowman.
Alan Keir Bowman (né le 23 mai 1944) est un historien et universitaire britannique. Il est professeur Camden d'histoire ancienne à l'Université d'Oxford de 2002 à 2010 et directeur du Brasenose College d'Oxford de 2011 à 2015.

## Biographie
Bowman est né le 23 mai 1944 à Manchester, au Royaume-Uni. Il fait ses études à la Manchester Grammar School, au Queen's College, à Oxford et à l'Université de Toronto.
Après avoir occupé des postes universitaires à l'Université Rutgers et à l'Université de Manchester, il est élu maître de conférences en histoire ancienne à l'Université d'Oxford et membre de Christ Church, Oxford. Il est censeur principal à Christ Church de 1988 à 1990.
En 1995, Bowman devient directeur fondateur du Centre d'étude des documents anciens d'Oxford,. En 2002, il devient professeur Camden d'histoire ancienne et membre du Brasenose College.
En 1996, Bowman co-édite le volume 10 de la série de deuxième édition de Cambridge Ancient History, intitulée The Augustan Empire, 43 BC - AD 69. En plus d'avoir coédité le volume, il rédige également le chapitre sur « L'administration provinciale et la fiscalité » avec Andrew Lintott, également d'Oxford, et Edward Champlin, de l'Université de Princeton.